# Finale du Grand Prix ISU 2000-2001
Navigation
Édition précédente Édition suivante
La finale du Grand Prix ISU est la dernière épreuve qui conclut chaque année le Grand Prix international de patinage artistique organisé par l'International Skating Union. Elle accueille des patineurs amateurs de niveau senior dans quatre catégories: simple messieurs, simple dames, couple artistique et danse sur glace.
Pour la saison 2000/2001, la finale est organisée du 15 au 18 février 2001 au gymnase olympique de Yoyogi à Tokyo au Japon. Il s'agit de la 6e finale depuis la création du Grand Prix ISU en 1995.

## Qualifications
Seuls les patineurs qui atteignent l'âge de 14 ans au 1er juillet 2000 peuvent participer aux épreuves du Grand Prix ISU 2000/2001. Les épreuves de qualifications sont successivement :
- le Skate America du 26 au 29 octobre 2000 à Colorado Springs
- le Skate Canada du 2 au 5 novembre 2000 à Mississauga
- la Coupe d’Allemagne du 9 au 12 novembre 2000 à Gelsenkirchen
- la Coupe de Russie du 16 au 19 novembre 2000 à Saint-Pétersbourg
- le Trophée de France du 23 au 26 novembre 2000 à Paris
- le Trophée NHK du 30 novembre au 3 décembre 2000 à Asahikawa

Pour cette saison 2000/2001, les six meilleurs patineurs aux championnats du monde 2000 peuvent participer à trois grands-prix (mais seuls les points obtenus à deux grands-prix choisis préalablement comptent pour aller en finale). Les autres patinent pour un ou deux grands-prix. Les six patineurs qui ont obtenu le plus de points sont qualifiés pour la finale et les trois patineurs suivants sont remplaçants.
|             | Messieurs                      | Dames              | Couples                              | Danse sur glace                                      |
| ----------- | ------------------------------ | ------------------ | ------------------------------------ | ---------------------------------------------------- |
| 1           | Aleksey Yagudin                | Maria Butyrskaya   | Jamie Salé / David Pelletier         | Barbara Fusar Poli / Maurizio Margaglio              |
| 2           | Evgeni Plushenko               | Irina Sloutskaïa   | Elena Berejnaïa / Anton Sikharulidze | Marina Anissina / Gwendal Peizerat (Forfait)         |
| 3           | Timothy Goebel                 | Michelle Kwan      | Sarah Abitbol / Stéphane Bernadis    | Irina Lobatcheva / Ilia Averboukh                    |
| 4           | Ilia Klimkin                   | Ielena Sokolova    | Shen Xue / Zhao Hongbo               | Margarita Drobiazko / Povilas Vanagas                |
| 5           | Todd Eldredge (Forfait)        | Sarah Hughes       | Maria Petrova / Aleksey Tikhonov     | Galit Chait / Sergei Sakhnovski                      |
| 6           | Matthew Savoie                 | Tatiana Malinina   | Dorota Zagórska / Mariusz Siudek     | Kati Winkler / Rene Lohse                            |
| Remplaçants |                                |                    |                                      |                                                      |
| 1er         | Stanick Jeannette (Remplaçant) | Viktoria Volchkova | Kyoko Ina / John Zimmerman           | Shae-Lynn Bourne / Victor Kraatz (Forfait)           |
| 2e          | Roman Serov                    | Fumie Suguri       | Tatiana Totmianina / Maksim Marinin  | Marie-France Dubreuil / Patrice Lauzon (Remplaçants) |
| 3e          | Takeshi Honda                  | Jennifer Kirk      | Pang Qing / Tong Jian                | Olena Hrushyna / Ruslan Honcharov                    |

## Format original de la finale
Pour la deuxième année consécutive, les patineurs artistiques de la finale du Grand Prix présentent un programme court et deux programmes libres, soit trois programmes au total. Pour la danse sur glace, les danseurs présentent une danse originale et deux danses libres, soit trois programmes également.
Pour cette saison 2000/2001, le programme court vaut 0.5 point par place et le premier programme libre vaut 1 point par place. Le second programme libre est ensuite patiné lors d'un face à face en fonction du classement des patineurs. Trois face à face sont organisés et remettent les compteurs à zéro entre les patineurs classés 5 / 6, 3 / 4, et 1 / 2 (appelé super finale). Pour la danse sur glace, la danse originale vaut 0.4 point par place et la première danse libre vaut 0.6 point par place. La seconde danse libre est aussi patinée lors d'un face à face en fonction du classement des danseurs, selon le même principe.
C'est le président de l’ISU, Ottavio Cinquanta, qui souhaitait qu'il y ait deux programmes libres pour permettre d’attirer plus de téléspectateurs, car il envisageait que les patineurs allaient exécuter deux nouveaux programmes libres. Au lieu de cela, la plupart des patineurs ont repris un ancien programme pour exécuter un des deux programmes libres. En raison de l'échec de ce plan, le deuxième programme libre est retiré de la finale du Grand Prix après seulement quatre années d'essais, dès la saison 2003/2004.

## Résultats

### Messieurs
| Rang | Nom               | Pays       | Points | Prog. court | Prog. libre | Face à face 1 | Face à face 2 | Super Finale |
| ---- | ----------------- | ---------- | ------ | ----------- | ----------- | ------------- | ------------- | ------------ |
| 1    | Evgeni Plushenko  | Russie     | 2.0    | 2           | 1           |               |               | 1            |
| 2    | Aleksey Yagudin   | Russie     | 2.5    | 1           | 2           |               |               | 2            |
| 3    | Matthew Savoie    | États-Unis | 4.5    | 3           | 3           |               | 1             |              |
| 4    | Ilia Klimkin      | Russie     | 7.0    | 6           | 4           |               | 2             |              |
| 5    | Timothy Goebel    | États-Unis | 7.5    | 5           | 5           | 1             |               |              |
| 6    | Stanick Jeannette | France     | 8.0    | 4           | 6           | 2             |               |              |

### Dames
| Rang | Nom              | Pays        | Points | Prog. court | Prog. libre | Face à face 1 | Face à face 2 | Super Finale |
| ---- | ---------------- | ----------- | ------ | ----------- | ----------- | ------------- | ------------- | ------------ |
| 1    | Irina Sloutskaïa | Russie      | 1.5    | 1           | 1           |               |               | 1            |
| 2    | Michelle Kwan    | États-Unis  | 3.0    | 2           | 2           |               |               | 2            |
| 3    | Sarah Hughes     | États-Unis  | 5.5    | 5           | 3           |               | 1             |              |
| 4    | Maria Butyrskaya | Russie      | 5.5    | 3           | 4           |               | 2             |              |
| 5    | Tatiana Malinina | Ouzbékistan | 8.0    | 6           | 5           | 1             |               |              |
| 6    | Ielena Sokolova  | Russie      | 8.0    | 4           | 6           | 2             |               |              |

### Couples
| Rang | Nom                                  | Pays    | Points | Prog. court | Prog. libre | Face à face 1 | Face à face 2 | Super Finale |
| ---- | ------------------------------------ | ------- | ------ | ----------- | ----------- | ------------- | ------------- | ------------ |
| 1    | Jamie Salé / David Pelletier         | Canada  | 2.0    | 2           | 1           |               |               | 1            |
| 2    | Elena Berejnaïa / Anton Sikharulidze | Russie  | 2.5    | 1           | 2           |               |               | 2            |
| 3    | Shen Xue / Zhao Hongbo               | Chine   | 4.5    | 3           | 3           |               | 1             |              |
| 4    | Dorota Zagórska / Mariusz Siudek     | Pologne | 6.5    | 5           | 4           |               | 2             |              |
| 5    | Sarah Abitbol / Stéphane Bernadis    | France  | 8.0    | 6           | 5           | 1             |               |              |
| 6    | Maria Petrova / Aleksey Tikhonov     | Russie  | 8.0    | 4           | 6           | 2             |               |              |

### Danse sur glace
| Rang | Nom                                     | Pays      | Points | Danse originale | Danse libre | Face à face 1 | Face à face 2 | Super Finale |
| ---- | --------------------------------------- | --------- | ------ | --------------- | ----------- | ------------- | ------------- | ------------ |
| 1    | Barbara Fusar-Poli / Maurizio Margaglio | Italie    | 1.0    | 1               | 1           |               |               | 1            |
| 2    | Irina Lobatcheva / Ilia Averboukh       | Russie    | 2.0    | 2               | 2           |               |               | 2            |
| 3    | Margarita Drobiazko / Povilas Vanagas   | Lituanie  | 3.6    | 3               | 4           |               | 1             |              |
| 4    | Galit Chait / Sergei Sakhnovski         | Israël    | 3.4    | 4               | 3           |               | 2             |              |
| 5    | Kati Winkler / René Lohse               | Allemagne | 5.0    | 5               | 5           | 1             |               |              |
| 6    | Marie-France Dubreuil / Patrice Lauzon  | Canada    | 6.0    | 6               | 6           | 2             |               |              |

## Sources
- (en) « 2000/2001 ISU Grand Prix of Figure Skating Technical Announcement », sur Wayback Machine
- (en) « 2000-01 Grand Prix Final », sur Fandom
- Patinage Magazine N°76 (Mars 2001)